# Урусово
Уру́сово (рос. Урусово, ерз. Орозбие) — село у складі Ардатовського району Мордовії, Росія. Адміністративний центр Урусовського сільського поселення.

## Населення
Населення — 777 осіб (2010; 894 у 2002).
Національний склад (станом на 2002 рік):
- ерзяни — 98 %